# إذاعة الشباب
إذاعة الشباب هي إذاعة عمومية تونسية بعثت في 7 نوفمبر 1995. وهي تبث عبر موجة الآف آم على كامل التراب التونسي. وهي تتوفر على أستودوين اثنين بدار الإذاعة والتلفزة التونسية الواقعة بشارع الحرية (تونس).

## مقالات ذات صلة
- قائمة إذاعات الراديو التونسية